# Didier Vavasseur
Didier Vavasseur (n. 7 februarie 1961, Évreux, Haute-Normandie, Franța) este un caiacist ce a reprezentat Franța, medaliat olimpic. A participat la 2 ediții ale Jocurilor Olimpice (1984, 1988) în care a câștigat o medalie de bronz.